# Alicja Kalus
Alicja Maria Kalus (ur. 1967) – polska psycholog, dr hab. nauk humanistycznych, profesor uczelni Instytutu Psychologii Wydziału Nauk Społecznych Uniwersytetu Opolskiego.

## Życiorys
W 1993 ukończyła studia psychologiczne w Katolickim Uniwersytecie Lubelskim, 4 maja 2000 obroniła pracę doktorską Psychologiczna charakterystyka małżeństw bezdzietnych, 8 grudnia 2011 habilitowała się na podstawie pracy zatytułowanej Funkcjonowanie systemu rodziny adopcyjnej. Analiza psychologiczna. Otrzymała nominację profesorską. Została zatrudniona na stanowisku adiunkta w Katedrze Katechetyki, Pedagogiki i Psychologii Religii na Wydziale Teologicznym Uniwersytetu Opolskiego oraz w Studium Nauk Humanistycznych i Społecznych Politechniki Wrocławskiej.
Piastuje funkcję profesora uczelni w Instytucie Psychologii na Wydziale Nauk Społecznych Uniwersytetu Opolskiego.